# Генк Грол
Генк Грол  (нід. Henk Grol, 14 квітня 1985) — нідерландський дзюдоїст, олімпійський медаліст.

## Виступи на Олімпіадах
| Олімпіада   | Дисципліна           | Місце |
| ----------- | -------------------- | ----- |
| Пекін 2008  | напівважка категорія | 3     |
| Лондон 2012 | напівважка категорія | 3     |
| Ріо 2016    | напівважка категорія | 9     |